# Tonny van der Linden

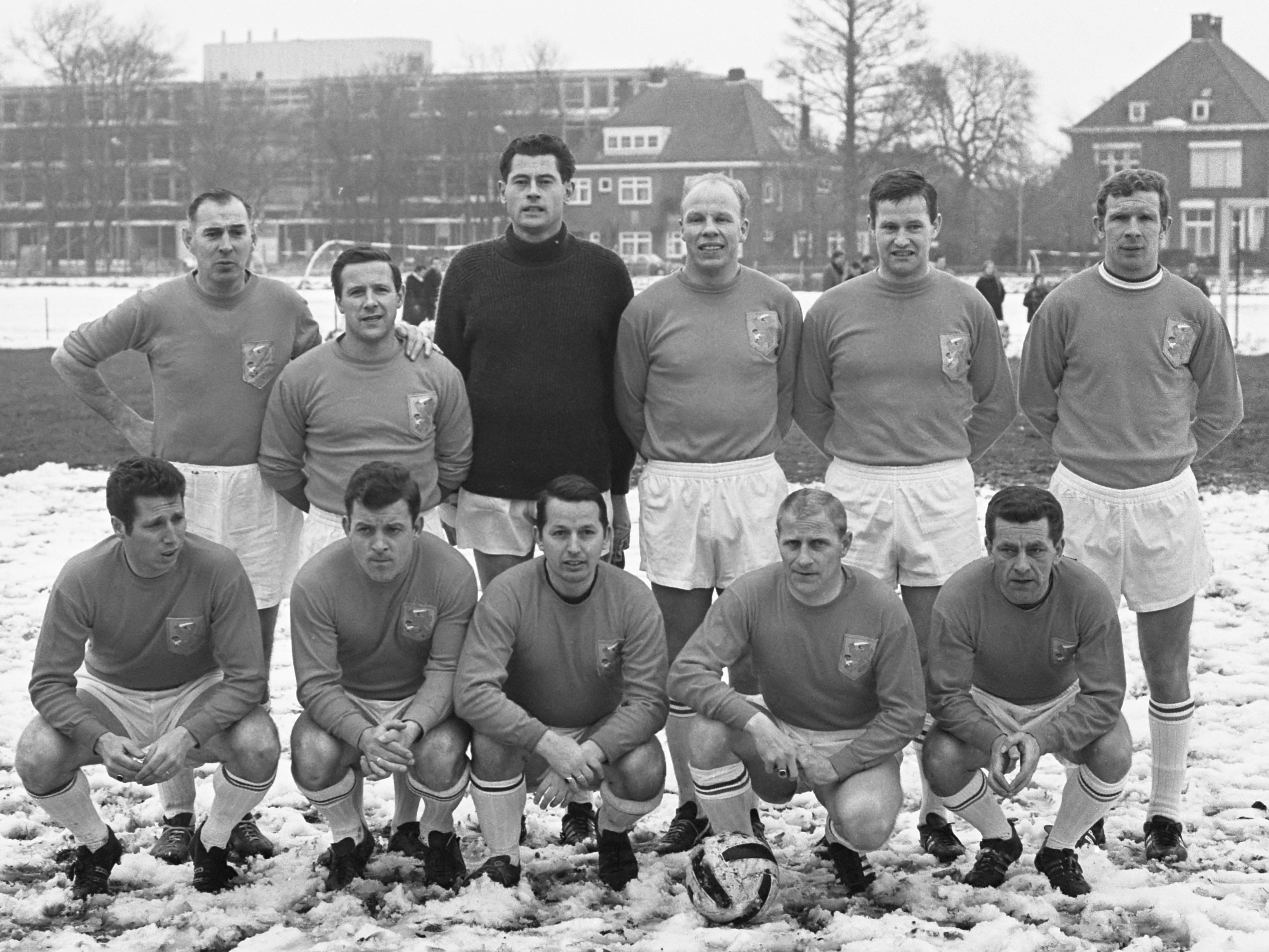
Oud-internationals (1969): Tonny van der Linden, hurkend, geheel links

Anthonie (Tonny) van der Linden (Zuilen, 29 november 1932 – Vianen, 23 juni 2017) was een Nederlands voetballer die in de jaren 50 en 60 van de 20e eeuw furore maakte als spits van DOS, een van de voorgangers van FC Utrecht.

## Loopbaan
Tonny van der Linden vroeg in 1949 van VV Voorwaarts overschrijving aan naar DOS. Na een jaar in het tweede elftal maakte hij in het seizoen 1952/53 zijn opwachting in de hoofdmacht.
Hij maakte op 2 september 1956 het eerste Eredivisiedoelpunt sinds de start van het betaalde voetbal tegen Sparta. Van der Linden leidde DOS in 1958 naar het landskampioenschap, door in een play-off tegen Sportclub Enschede de winnende goal te maken. Hij scoorde dat seizoen 22 doelpunten. In totaal scoorde Van der Linden in elf seizoenen 208 keer in de Eredivisie voor DOS.
Hij stopte plotseling met voetballen na de uitwedstrijd van DOS tegen MVV op 4 februari 1967. De topschutter kampte met gezondheidsklachten en hij had vaker hinder van ademnood. Zijn voetballoopbaan leek voorbij maar na een poosje verdwenen de klachten en hij werkte langzaam toe naar een comeback. Hij meldde zich bij de Utrechtse derdeklasser DOS'01. Na ruim negen maanden afwezigheid maakte hij op 12 november 1967 zijn rentree op het voetbalveld. De thuiswedstrijd van DOS'01 tegen Donar trok 3.000 toeschouwers naar het terrein aan de Thorbeckelaan. Van de scheidsrechter ontving Van der Linden een bos bloemen als welkomstgebaar. 
Na afloop van dat seizoen keerde hij als 35-jarige toch weer terug in het profvoetbal. Hij werd gestrikt door Elinkwijk waarvoor hij nog twee jaar zou uitkomen.
Ter gelegenheid van zijn 75e verjaardag in 2007 verscheen TONNY, een biografie met dvd over de oud-international. Hij overleed in 2017 op 84-jarige leeftijd.
In het seizoen 1956/57 scoorde Van der Linden in de eerste 18 wedstrijden 21 doelpunten. Daarmee is hij de speler die het snelst op 20 doelpunten kwam in de competitie.

## Carrièrestatistieken
| Seizoen         | Club            | Land            | Competitie                   | Competitie | Competitie | Beker | Beker | Internationaal | Internationaal | Overig | Overig | Totaal | Totaal |
| Seizoen         | Club            | Land            | Competitie                   | Wed.       | Dlp.       | Wed.  | Dlp.  | Wed.           | Dlp.           | Wed.   | Dlp.   | Wed.   | Dlp.   |
| --------------- | --------------- | --------------- | ---------------------------- | ---------- | ---------- | ----- | ----- | -------------- | -------------- | ------ | ------ | ------ | ------ |
| 1952/53         | DOS             | Nederland       | Eerste klasse A              | 11         | 2          | –     | –     | –              | –              | 0      | 0      | 11     | 2      |
| 1953/54         | DOS             | Nederland       | Eerste klasse B              | 23         | 13         | –     | –     | –              | –              | 0      | 0      | 23     | 13     |
| 1954/55         | DOS             | Nederland       | Eerste klasse B (Afgebroken) | 9          | 7          | –     | –     | –              | –              | 0      | 0      | 9      | 7      |
| 1954/55         | DOS             | Nederland       | Eerste klasse A              | 25         | 19         | –     | –     | –              | –              | 0      | 0      | 25     | 19     |
| 1955/56         | DOS             | Nederland       | Hoofdklasse A                | 34         | 28         | –     | –     | –              | –              | 0      | 0      | 34     | 28     |
| 1956/57         | DOS             | Nederland       | Eredivisie                   | 34         | 29         | –     | 0     | –              | –              | 0      | 0      | –      | 29     |
| 1957/58         | DOS             | Nederland       | Eredivisie                   | 33         | 29         | –     | 0     | –              | –              | 1      | 1      | –      | 30     |
| 1958/59         | DOS             | Nederland       | Eredivisie                   | 32         | 22         | –     | 1     | 2              | 1              | 0      | 0      | –      | 24     |
| 1959/60         | DOS             | Nederland       | Eredivisie                   | 32         | 28         | –     | –     | –              | –              | 0      | 0      | –      | 28     |
| 1960/61         | DOS             | Nederland       | Eredivisie                   | 31         | 20         | –     | 5     | –              | –              | 0      | 0      | –      | 25     |
| 1961/62         | DOS             | Nederland       | Eredivisie                   | 34         | 17         | –     | 5     | –              | –              | 0      | 0      | –      | 22     |
| 1962/63         | DOS             | Nederland       | Eredivisie                   | 23         | 7          | –     | 0     | –              | –              | 0      | 0      | –      | 7      |
| 1963/64         | DOS             | Nederland       | Eredivisie                   | 30         | 24         | –     | 0     | 2              | 0              | 0      | 0      | –      | 24     |
| 1964/65         | DOS             | Nederland       | Eredivisie                   | 30         | 14         | 1     | 1     | 4              | 2              | 0      | 0      | 35     | 17     |
| 1965/66         | DOS             | Nederland       | Eredivisie                   | 28         | 13         | –     | 9     | 2              | 1              | 0      | 0      | –      | 23     |
| 1966/67         | DOS             | Nederland       | Eredivisie                   | 17         | 5          | –     | 0     | 3              | 2              | 0      | 0      | –      | 7      |
| 1968/69         | Elinkwijk       | Nederland       | Eerste divisie               | 31         | 11         | 1     | 0     | –              | –              | 0      | 0      | 32     | 11     |
| 1969/70         | Elinkwijk       | Nederland       | Eerste divisie               | 7          | 2          | 1     | 0     | –              | –              | 0      | 0      | 8      | 2      |
| Carrière totaal | Carrière totaal | Carrière totaal | Carrière totaal              | 464        | 290        | –     | 21    | 16             | 7              | 1      | 1      | –      | 318    |

## Interlands
Tussen 1957 en 1963 kwam Van der Linden 24 keer uit voor het Nederlands elftal, waarvoor hij 17 keer scoorde.

### Overzicht interlands
| Interlands van Tonny van der Linden voor Nederland | Interlands van Tonny van der Linden voor Nederland | Interlands van Tonny van der Linden voor Nederland | Interlands van Tonny van der Linden voor Nederland | Interlands van Tonny van der Linden voor Nederland |
| Datum                                              | Tegenstander                                       | Uitslag                                            | Goals                                              | Competitie                                         |
| -------------------------------------------------- | -------------------------------------------------- | -------------------------------------------------- | -------------------------------------------------- | -------------------------------------------------- |
| 30-01-1957                                         | Spanje                                             | 1-5                                                | 0                                                  | Vriendschappelijk                                  |
| 28-09-1958                                         | België                                             | 3–2                                                | 1                                                  | Vriendschappelijk                                  |
| 15-10-1958                                         | Denemarken                                         | 5–1                                                | 1                                                  | Vriendschappelijk                                  |
| 02-11-1958                                         | Zwitserland                                        | 2–0                                                | 0                                                  | Vriendschappelijk                                  |
| 19-04-1959                                         | België                                             | 2–2                                                | 1                                                  | Vriendschappelijk                                  |
| 10-05-1959                                         | Turkije                                            | 0–0                                                | 0                                                  | Vriendschappelijk                                  |
| 04-10-1959                                         | België                                             | 9–1                                                | 0                                                  | Vriendschappelijk                                  |
| 21-10-1959                                         | West-Duitsland                                     | 7–0                                                | 0                                                  | Vriendschappelijk                                  |
| 04-11-1959                                         | Noorwegen                                          | 7–1                                                | 3                                                  | Vriendschappelijk                                  |
| 03-04-1960                                         | Bulgarije                                          | 4–2                                                | 3                                                  | Vriendschappelijk                                  |
| 24-04-1960                                         | België                                             | 1–2                                                | 0                                                  | Vriendschappelijk                                  |
| 18-05-1960                                         | Zwitserland                                        | 1–3                                                | 0                                                  | Vriendschappelijk                                  |
| 26-06-1960                                         | Mexico                                             | 1–3                                                | 0                                                  | Vriendschappelijk                                  |
| 03-07-1960                                         | Suriname                                           | 4–3                                                | 0                                                  | Vriendschappelijk                                  |
| 22-10-1961                                         | Hongarije                                          | 3–3                                                | 2                                                  | WK-kwalificatie                                    |
| 12-11-1961                                         | België                                             | 0–4                                                | 0                                                  | Vriendschappelijk                                  |
| 01-04-1962                                         | België                                             | 3–1                                                | 1                                                  | Vriendschappelijk                                  |
| 09-05-1962                                         | Noord-Ierland                                      | 4–0                                                | 2                                                  | Vriendschappelijk                                  |
| 16-05-1962                                         | Noord-Ierland                                      | 1-2                                                | 1                                                  | Vriendschappelijk                                  |
| 26-09-1962                                         | Denemarken                                         | 1–4                                                | 0                                                  | Vriendschappelijk                                  |
| 11-11-1962                                         | Zwitserland                                        | 3–1                                                | 1                                                  | EK-kwalificatie                                    |
| 03-03-1963                                         | België                                             | 0–1                                                | 0                                                  | Vriendschappelijk                                  |
| 02-05-1963                                         | Brazilië                                           | 1–0                                                | 0                                                  | Vriendschappelijk                                  |
| 11-09-1963                                         | Luxemburg                                          | 1–1                                                | 0                                                  | EK-kwalificatie                                    |
| Totaal                                             | Totaal                                             | Totaal                                             | 17                                                 |                                                    |

## Erelijst
DOS
| Nationaal     |    |         |
| Landskampioen | 1x | 1957/58 |